# كوسيإي تاجيري
كوسيإي تاجيري (باليابانية: 田尻 康晴) (مواليد 27 يونيو 2001) هو لاعب كرة قدم ياباني.

## وصلات خارجية
- كوسيإي تاجيري على موقع رابطة كرة القدم اليابانية للمحترفين (اليابانية)
- كوسيإي تاجيري على موقع قاعدة بيانات كرة القدم.إي يو (الإنجليزية)
- كوسيإي تاجيري على موقع Soccerway.com (الإنجليزية)
- كوسيإي تاجيري على موقع عالم كرة القدم.نت (الإنجليزية)